# Martin White (politiker)
James Martin White, född 1858 i New York, död 7 juli 1928 på slottet Balruddery i Forfarshire, var en brittisk liberal politiker. Han representerade valkretsen Forfarshire i brittiska underhuset 1895–1897.
I Liff Parish Church i Skottland finns ett monument över Martin White.